# Marked Tree
Marked Tree is een plaats (city) in de Amerikaanse staat Arkansas, en valt bestuurlijk gezien onder Poinsett County.

## Demografie
Bij de volkstelling in 2000 werd het aantal inwoners vastgesteld op 2800.
In 2006 is het aantal inwoners door het United States Census Bureau geschat op 2683, een daling van 117 (-4.2%).

## Geografie
Volgens het United States Census Bureau beslaat de plaats een oppervlakte van
6,1 km², waarvan 6,0 km² land en 0,1 km² water. Marked Tree ligt op ongeveer 69 m boven zeeniveau.

## Plaatsen in de nabije omgeving
De onderstaande figuur toont nabijgelegen plaatsen in een straal van 24 km rond Marked Tree.